# Търновска художествена школа
Търновската художествена школа е известна във византийско-славянския свят и характерна за европейския югоизток школа. Центърът ѝ е Търновград – столицата на Втората българска държава. Възходът на Търновската живописна, книжовна и архитектурна школа е през периода XIII – XIV век, наречен Втори Златен век за българската култура, свързан със строителството на дворци, църкви, книжовна дейност в царския двор и манастирите.
Най-характерните писмени произведения са свързани с Евтимиевата книжовна школа (известна като Търновска книжовна школа), а музикалните произведения с певческата школа на Йоан Кукузел. Забележително в Търновската живописна школа е високото ниво на живописна техника в съчетание с психологическа съдържателност на живописта, разкриваща богатство на светогледа и хуманистичен дух. В сравнение с живописта в Западна Европа от онова време творбите на Търновската живописна школа са предренесансова култура.

## Художествено наследство
Много малко са запазените икони, стенописи и културни артефакти от Търновската художествена школа. Църквите на историческите хълмове Царевец и Трапезица и манастирите около Търновград са съхранявали икони и стенописи, но малко от тях са запазени.
- „Богородица Катафиги и свети Йоан Богослов“ („Погановската икона“) е двустранна икона от Погановския манастир „Св. Йоан Богослов“, създадена в края на 14 век.[1]

## Архитектура
През 13 – 14 век средновековната столица Търново диктува тенденциите в развитието на българската архитектура, там са запазени или реконструирани редица сгради даващи представа за майсторството на средновековните строители и използваните от тях конструктивни и декоративни прийоми. Изключително разнообразна, архитектурата на Търновската школа може да се раздели на няколко вида според предназначението на сградите.

### Храмова архитектура

#### Планировка
Църквите в епохата на Втората българска държава не се отличават с големина и сложна планировка. Характерни за Търновската школа са сравнително малки кръстокуполни храмове или базилики. За сметка на малката си ширина и дължина, църквите се издигат на височина. Често те са изграждани върху цокъл от обработени каменни блокове с височина до един метър. Главният вход по правило е от запад. Следва притвор (преддверие), наос (същинската част на църквата) и олтарно пространство. Над притвора понякога се издига невисока правоъгълна кула – камбанария („Свети Димитър Солунски“ в Търново, църквата на Асеновата крепост, „Христос Пантократор“ в Несебър и др.). Наосът може да е разделен на кораби (при базиликите) чрез колони или стълбове. Според броя на корабите базиликите могат да бъдат еднокорабни („Свети Димитър Солунски“ в Асеновата махала, Търново; „Боянската църква“), двукорабни („Свети Иван Рилски“ на Трапезица, Търново) и трикорабни („Свети 40 мъченици“ в Търново, „Свети Никола“ в Мелник).
При кръстокуполните църкви („Йоан Алитургитос“, „Христос Пантократор“ в Несебър) барабанът лежи върху четири колони и пандативи. Колоните се свързват със стените посредством арки и пиластри.
Олтарното пространство е оформено с полукръгла или многоъгълна апсида. При някои църкви то е разделено на три части, като страничните (бема и диаконник) служат за съхранение на църковна утвар, одежди и книги. В този случай апсидите обикновено също са три. Допълнително усложнение на плана е предапсидното пространство. Сводовете са полукръгли и изградени от тухли.
Към църквата може да са пристроени галерии („Свети Четиридесет мъченици“ и „Свети Петър и Павел“ в Търново), параклиси („Боянската църква“), костници и други. Църквата „Света Богородица Петричка“ при Асеновата крепост е двуетажна, като приземният етаж е служил за костница.
Особен тип християнски храмове представляват конхалните църкви. Те са малки, еднокорабни, със или без притвор. Главна тяхна особеност се явяват трите конхи (апсиди) поместени съответно в източната, южната и северна стени на наоса. Малкият купол почива направо върху стените. Конхалните църкви се срещат главно в манастирите и не се отличават с особено изящество. Представители на този тип храмове са църквата в манастира „Свети Архангели“ в Трън, „Свети Никола Мрачки“ в Пещерския манастир (триконхални). Разновидност представлява четириконхалната църква „Богородица Елеуса“ във Велюса.

#### Декоративна украса
Главната особеност на църковното строителство от Търновската школа е богатата декоративна украса на екстериора, която понякога е наричана дори живописна. Мнозина изследователи (Ал. Рашинов, А. Якобсон) приемат, че в това отношение Търновската архитектурна школа е отделна разновидност на общата Византийска школа.
Използва се техниката на смесен градеж, като се редуват пояси от камък и тухли. Този прийом е наследство от римската архитектура (опус микстум) но тук е загубил първоначалното си конструктивно приложение и се използва с художествена цел. Декоративна роля изпълняват и широките хоросанови фуги. Подбират се различни породи камък (варовик, бигор, мрамор, травертин), а тухлите са с разнообразна големина и профил и могат да бъдат поставени по различен начин, образувайки декоративни орнаменти и монограми. Понякога се употребява и клетъчен градеж при който всеки каменен блок е заобграден с тухли от четирите си страни. За подсилване на контраста тухлите са оцветявани в червено.
Фасадите на църквите са разчленени от дълбоки ниши (често двустъпални) украсени с аркбутани и архиволти. За разлика от църквите в Константинопол, нашите тук не отговарят на вътрешното пространство (псевдоконструктивни ниши) и имат чисто декоративно предназначение. Допълнителна тяхна украса са редовете от глинени панички и четирилистници, гледжосани в зелено, кафяво, жълто или оранжево. Тези декоративни орнаменти водят началото си от арабската архитектура. Особено пищна е декоративната украса на несебърските църкви „Христос Пантократор“ и „Йоан Алитургитос“.
Понякога се прибягва и до рисувана живописна украса. Люнетите на нишите на „Свети Димитър Солунски“ в Търново са били замазани с хоросан и върху тях са разрисувани ромбовидни мотиви.
Високо под стените на някои църкви се вграждат конзоли върху които лежат малки декоративни арки. Покривите са покрити с керемиди или оловни плочи (първоначалното покритие на „Свети Петър и Павел“ в Търново), барабанът на купола е тесен и висок с кръгла или многоъгълна форма. Украсата им отговаря на тази на храма към който принадлежат. При многоъгълните барабани е характерна украсата на ъглите с малки колонки. Архитектурният облик на храмовете се допълва от скулптурната и живописна украса.

#### Манастири
През 13 и особено през 14 век строителството на манастири процъфтява. Строят се както малки манастирчета като „Велика лавра“ (манастирът на „Свети Четиридесет мъченици“), така и грандиозни манастирски комплекси. Поради смутните времена много манастири са превърнати в крепости. Обикновено те имат правоъгълен план, сградите са разположени около двор в който се намира главната манастирска църква. Отвън те са с високи каменни стени подсилени от контрафорси а отвътре с галерии на няколко етажа водещи към жилищата на монасите. Манастирските комплекси включват още стопански помещения, складове и работилници. Примери за такова строителство са Зографският манастир на Атон, Бачковският манастир и Рилският манастир. Макар последният да е унищожаван и изграждан многократно, цялостната му планировка следва традициите на архитектурата на Втората българска държава.
Във връзка с исихазма, през 14 век широко разпространение добиват скалните манастири. Монашеските жилища и църквите се изсичат направо в скалите. Допълнително са добавят чардаци, стълби и други конструкции от дърво, от които са запазени само издълбаните в скалите гнезда за захващане на гредите. Такива манастири са открити по поречието на реките Русенски, Бели и Черни Лом.

### Военна архитектура
По време на Втората българска държава крепостите се строят почти винаги на труднодостъпни места (хълмове и платата) поради което силно се отличава от монументалното строителство на Плисковско-Преславската култура. Стените на крепостите се изграждат от ломени камъни споени с хоросан, имат две лица, а пространството по между им се запълва със смес от чакъл и хоросан (блокаж). Във вътрешността на стената се изгражда дървено скеле, чиято задача е да попречи на стените да рухнат преди блокажът да се е втвърдил. Височината и дебелината на стените варират в зависимост от терена и в различните части на една крепостна система могат да са различни. Върховете им са увенчани със зъбери. Като допълнителна мярка срещу свличане се използват контрафорси.
Кулите са най-разнообразни по форма: квадратни, правоъгълни (отбранителната кула на Червен), кръгли, овални, триъгълни, подковообразни или с неправилна форма. В зависимост от мястото и предназначението си биват: входни, отбранителни, ъглови, водни. Последните представляват кули – кладенци, разположени в непосредствена близост до реката така, че в основите им се просмуква вода. С такива водни кули е разполагал Царевец. До тях се достига по вертикално спускащи се от крепостта стени с тайни коридори в тях. Те са необходими в случай на продължителна обсада.
В най-недостъпното място на крепостта се изгражда цитаделата – самостоятелно укрепление служещо за защита в случай на превземане на крепостта. С цитадели са били снабдени крепостите Шумен, Ловеч, Червен, Охрид и Девол.
Като допълнителна защита около крепостта се изкопава ров и се пълни с вода. Пример за това е Видинската крепост. В редица случаи това не се налага поради удачно подбраната местност. Река Янтра прави двойна извивка около хълмовете Царевец и Трапезица в Търново и служи за естествено водно препятствие. По подобен начин са били защитени Червен, Просек и др. Естествена водна преграда имат крайбрежните твърдини Месемврия и Калиакра.
Понякога стръмните скали са достатъчна защита и до изграждане на стени се е прибягвало само на по уязвимите места. Пример за това е Белоградчишката крепост. Нерядко този тип укрепени места са изглеждали на пръв поглед обикновени плата или хълмове поради което се наричат „скрити крепости“. Множество такива крепости са охранявали старопланинските проходи.
Особен тип отбранително съоръжение представлява пиргът (сама кула), наричан в Западна Европа донжон. Той се изгражда във вътрешността на крепостта, без да и свързан с други сгради и съоръжения. Служи като последно убежище на обитателите в случай, че крепостта бъде превзета. Примери за пиргове в България са развалините на кулата край село Маточина (на южния склон на Странджа планина), кулата в Садовския манастир и Хрельовата кула в Рилския манастир, която е напълно запазена. Височината и е 23,60 метра и има пет етажа. В основите на пиргът има подземие служещо като изба или тъмница. Там е издълбан кладенец, снабдяващ с питейна вода укрилите се в кулата. Мощни контрафорси укрепват стените на пирга. Те се сливат чрез тухлени арки и образуват основата за разположения на върха параклис „Преображение Господне“. Кулата е строена от деспот Хрельо през 1335 г. и е най-старата сграда в комплекса. Пирговете са обикновено 4 – 5 етажни. В манастирските пиргове се съхраняват най-ценните предмети (църковна утвар, дарове) и манастирската библиотека.
Военната архитектура има чисто функционално предназначение. Строителите не са се водили от естетически критерии, поради което обикновено не са прибягвали до декоративна украса на защитните съоръжения.

### Дворцова архитектура и градоустройство
Впечатляващо военно-архитектурно съоръжение е отбранителната система на Търново. Средновековната столица е имала три укрепени хълма: Царевград (Царевец), Трапезица и Момина крепост (Девинград). На възвишението Света Гора са били разположени множество манастири. Между хълмовете са се намирали кварталите Нов град (Асенова махала), кварталът на европейските търговци (Фръзград), еврейският квартал, които били разделени с каменни стени. На Царевец са били разположени царският и патриаршеският дворци, всеки от които е представлявал сам по себе си цитадела.
Царският дворец, който първоначално е бил болярски замък, претърпява две съществени преустройства при царете Иван Асен II (1218 – 1241 г.) и Иван Александър (1331 – 1371 г.). В крайния си вид той е малка крепост с приблизително елипсовидна форма. Дебелината на стените му достига два метра. Квадратни и кръгли кули пазят входовете, главният от които се е помещавал в кръгла входна кула на северната фасада. Особено мощна е била северозападната ъглова кула. Във вътрешността сградите са подредени около двор в средата на който са разкрити основите на богато украсена дворцова църква. Поради неравността на терена някой сгради са двуетажни, други триетажни.
Издигнат на най-високата точка на Царевец, патриаршеският дворец доминирал над целия град. Планът му е подобен на този на царския дворец. Дебели крепостни стени затварят двора в средата на който е разположена кръстокуполната църквата „Възнесение Господне“. Разкрити са основите на две кръгли кули, едната в северната другата в южната крепостна стена. Главният вход е в западната правоъгълна кула. До южната стена на църквата е долепена четириъгълна кула-камбанария. Жилищните и служебни помещения се намират в южната част.
Градежът на дворците е от ломен камък и спойка от хоросан. Само на някои места са употребени големи каменни блокове. Отвън те имат суров и монументален вид. За представителните сгради е използван смесен градеж и декоративна украса идентична с тази на църковните сгради. Поради големите разрушения не е възможно да се възстанови цялостният и облик. Някой помещения са били богато украсени със стенописи и мозайки поради което се предполага, че са служили за аудиенции и царски апартаменти.
Характерно за дворцовата архитектура на Търновската школа е използването на надгробни плочи и каменни надписи от античен произход вграждани в стените на сградите. Повечето от тях произхождат от древноримския град Никополис ад Иструм. Тази особеност е направила впечатление и на българския католически архиепископ Петър Богдан, оставил ни интересно описание на Царевец от 1640 г.
На хълма са разположени също и магазини, работилници, складови помещения и жилища принадлежали навярно на занаятчии и прислугата. Тесните улички са застлани с калдъръм. Разкрити са основите на църкви, водохранилища и болярско жилище. По венеца на скалното възвишение върви крепостната стена чиято височина достига до 12 метра. Главната порта е в западната част на крепостта. Била е защитена от сложно укрепление, включващо три врати входни кули и спускащ се мост над изсечена скала. Крепостта има още 5 входа. Снабдена е и с тайни подземни входове. Долу, покрай реката е вървяла втора крепостна стена обграждаща хълма. Близо до манастира „Велика лавра“ са открити основите на каменен мост.
По подобен начин е организирана защитата на Трапезица. Крепостта е била обградена със стени и бойни кули. Имала е шест входа. Разкрити са основите на пирг и седемнадесет църкви.

### Жилищна архитектура
Жилищата от времето на Втората българска държава могат да се разделят основно на два типа в зависимост от социалното положение на обитателите си.

#### Болярски жилища
Общият тип на болярските жилища в периода 13 – 14 век трудно може да бъде установен поради липса на достатъчно археологически данни. Северно от двореца в Царевец са разкрити основите на болярско жилище датиращо от 14 век. Планът му е г-образен. Състои се от жилищна и стопанска част. Висок каменен зид затваря двора от другите две страни. Жилищната сграда е била двуетажна. Долният етаж е бил изграден от камък и разделен на три еднакви помещения, средното от които е открито към двора. Тук е бил входът. Запазени са две мраморни бази за колоните подпиращи горния етаж, както и част от стълбището. Вторият етаж е бил с еркер, средното му помещение е било навярно открито. Стопанското помещение е едноетажно, разделено на няколко части и с чардак от към двора. В югозападния ъгъл личат основите на малка еднокорабна фамилна църква. Донякъде сходен план има и „господарската къща“ в Мелник, датираща от 14 век.

#### Масови жилища
От времето на Втората българска държава се различават основно два вида масови жилища: полувкопани (полуземлянки) и надземни. От своя страна полувкопаните жилища могат да се разделят на равномерно вкопани (около 1,50 метра) и вкопани в наклонен терен, при което задната страна на жилището е напълно скрита в земята а предната е открита. Първите са изградени от дървен материал и покрити със слама или тръстика. Такива жилища са известни и от времето на Първата българска държава. Вторите са изградени от ломени камъни (в частта която се показва над земята) споени с кал а покривът е дървен. Дълбочината им на вкопаване достига до два метра. Входът е от към невкопаната част.
Подът е покриван с тухли или измазван с глина. За отопление се ползва пещ, димът излиза през отвор в покрива. Такива жилища са открити по западния склон на хълма Момина крепост и по склоновете на хълма Царевец. Този тип жилища търпи много бавна еволюция, има своите предшественици от периода 8 – 12 век, продължава да съществува и през епохата на османското владичество и дори до началото на 20 век. Тяхна разновидност са полувкопаните жилища изградени изцяло от камък, които понякога имали и втори етаж, обикновено с паянтов градеж.
Най-често срещаният тип жилища в средновековния български град през 12 – 13 век са надземните. Останки от такива са открити в на Царевец в Търново, Червенската, Шуменската и Ловешката крепости. Те са обикновено двуетажни но малки, с по едно или две помещения.
Строени са върху предварително подравнен терен, плътно долепени едно до друго. Не са имали дворове. Изграждани са от ломен камък и спойка от кал или хоросан. Вторият етаж е с паянтов градеж. Покривът навярно е дървен. Предполага се, че обитателите им са занаятчии и прислуга на аристокрацията. Приземните етажи служат за работилници и магазини.

### Галерия
- Царевец, общ изглед
- Царевец, Втора врата на главния вход
- Царевец, Трета врата на главния вход
- Царевец. Входна кула
- Царевец, Защитна площадка
- Царевец, Балдуиновата кула
- Детайл от декоративната украса на Патриаршията, Царевец, Търново
- Детайл от декоративната украса на Патриаршията, Царевец, Търново
- Царевец, Основи на църква
- Детайл от градежа на царския дворец
- Римска плоча вградена в основите на кула на царския дворец
- Царския дворец, северозападната кула
- Църквата „Свети Петър и Павел“, Търново, 14 век
- Църквата „Свети Димитър Солунски“, Търново, 13 век
- Детайл от декоративната украса на църквата „Свети Димитър Солунски“, Търново, 13 век